# Claude Ollier (homme politique)
Pour l’écrivain du même nom, voir Claude Ollier.
Claude Ollier est un homme politique français, né le 13 mai 1876 au Péage-de-Roussillon (Isère), où il est mort le 16 mars 1942. Claude Ollier fut, à deux reprises, député de l'Isère.

## Biographie
Ingénieur, industriel, arbitre-expert près le tribunal de commerce de la Seine. Claude Ollier commence sa carrière politique au sein de la commune du Péage-de-Roussillon où il est élu maire puis conseiller général radical socialiste.
Il obtient son premier mandat parlementaire le 11 mai 1924 où il est élu député de l'Isère. Il est inscrit à l'Assemblée nationale, au groupe radical et radical-socialiste. Quatre ans plus tard, en 1928, il fait le choix de ne pas se représenter ; toutefois il est candidat aux élections législatives de 1932, où il est réélu député de la deuxième circonscription de Vienne.
Après son échec aux élections législatives de 1936, il s'éloigne de la vie politique.
L'école communale du Péage de Roussillon porte le nom de Claude Ollier.

## Sources
- « Claude Ollier (homme politique) », dans le Dictionnaire des parlementaires français (1889-1940), sous la direction de Jean Jolly, PUF, 1960 [détail de l’édition]